# Stazione di Frauenfeld Marktplatz
La stazione di Frauenfeld Marktplatz (in tedesco Bahnhof Frauenfeld Marktplatz) è una stazione ferroviaria nel comune svizzero di Frauenfeld sulla ferrovia Frauenfeld-Wil.

## Storia
La stazione fu attivata nel 1996.

## Strutture e impianti
La stazione dispone di 2 binari dotati di marciapiede per il servizio passeggeri. È dotata di una banchina laterale con una piccola copertura adiacente all'ampio edificio a 3 piani situato vicino alla stazione, e di una banchina ad isola priva di copertura.

## Movimento
La stazione è servita dai treni a cadenza semioraria sulla relazione Frauenfeld - Wil (linea S15 della rete celere di San Gallo).

## Servizi
Nella stazione sono presenti:
- Biglietteria automatica
- Servizi igienici

Sono inoltre presenti parcheggi di interscambio per automobili e biciclette.

## Interscambi
- Fermata autobus (Frauenfeld, Marktplatz)[7]